# Richard Stein
Richard Stein (20. srpna 1871, Prostějov – 6. října 1932, Vídeň) byl rakouský vydavatel.

## Životopis
Vystudoval práva na Vídeňské univerzitě a vyučil se knihtiskařem. Od roku 1898 až do své smrti vedl společně se svým otcem Markusem Steinem Manz’sche Verlags- und Universitätsbuchhandlung ve Vídni.